# Jesús Goyzueta
Jesús Goyzueta Cárdenas (Lima, 1947. március 8. –) válogatott perui labdarúgó, kapus.

## Pályafutása

### Klubcsapatban
1967–68-ban a Mariscal Sucre, 1969-ben a Juan Aurich, 1970 és 1972 között az Universitario, 1973–74-ben a José Pardo labdarúgója volt. 1975-ben a mexikói Veracruz csapatában szerepelt. 1976-ban ismét a Juan Aurich játékosa volt. 1977–78-ban a salvadori Sonsonate, 1978–79-ben a venezuelai Valencia együttesében játszott. 1980–81-ben a Chalaco csapatában fejezte be az aktív labdarúgást. Az Universitarióval egy perui bajnoki címet nyert.

### A válogatottban
1971-ben két alkalommal szerepelt a perui válogatottban. Tagja volt az 1970-es mexikói világbajnokságon résztvevő csapatnak.

## Sikerei, díjai
Universitario
- Perui bajnokság
  - bajnok: 1971